# Onno (Lombardei)
Onno ist eine Fraktion der italienischen Gemeinde (comune) Oliveto Lario in der Provinz Lecco, Region Lombardei.

## Geographie
Onno liegt etwa 13 km nordnordwestlich der Provinzhauptstadt Lecco am Comer See. Das Ortszentrum befindet sich Fuße einer hohen Klippe namens Sasso di Onno. Einst war Onno Teil der Pfarrei Vallassina und sein historisches Zentrum lag weiter südlich, in der Nähe der kleinen Kirche Sant’Anna, die bis 1896 existierte, als sie bei einer Überschwemmung zerstört wurde. Die Fraktion Onno zählt knapp 400 Einwohner.

## Geschichte
Der Name des Ortes stammt aus dem Keltischen. Im Lepontischen bedeutet onn- „Stein, Felsbrocken“.
Onno war eine antike Gemeinde im Mailänder Gebiet. In den Dokumenten des Jahres 1751 ist es als Dorf mit 220 Einwohnern erwähnt, deren Zahl im Jahr 1771 auf 237 anstieg. Im Jahr 1786 wurde es für fünf Jahre Teil der Provinz Como und wechselte dann in den Jahren 1791, 1797 und 1798 fortlaufend seine Verwaltungsbezeichnung.
Im Jahr 1801 wurde Onno der Stadt Como zugeteilt. Bei der Ausrufung des Königreichs Italien unter Napoleon im Jahr 1805 hatte Onno 268 Einwohner. Im Jahr 1809 wurde die Gemeinde aufgrund eines königlichen Dekrets Napoleons vergrößert und Vassena angeschlossen. Im Jahr 1812 wurde sie durch die Eingliederung von Valbrona noch weiter vergrößert. Alle diese Neuerungen wurden nach dem Ende der napoleonischen Epoche jedoch von den Habsburgern rückgängig gemacht. Im Jahr 1853 hatte Onno 427 Einwohner, die Zahl stieg im Jahr 1871 auf 455. Im Jahr 1921 waren 418 Einwohner registriert. Im Zuge der faschistischen Gemeindereform wurde die Gemeinde Onno 1927 aufgelöst und mit den Gemeinden Limonta und Vassena zur neuen Gemeinde Oliveto Lario zusammengeschlossen.

## Infrastruktur und Verkehr

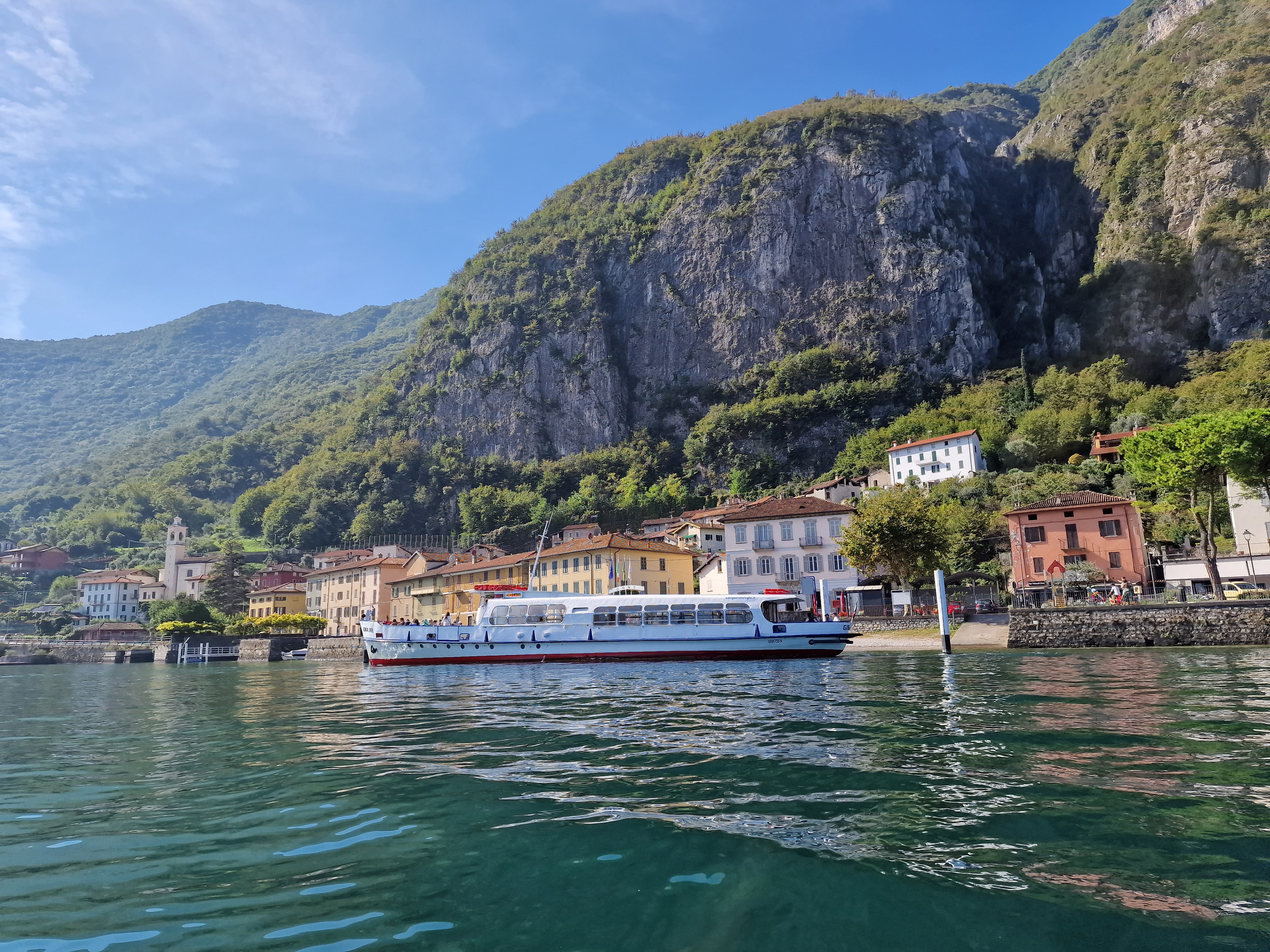

Onno liegt an der Staatsstraße SS 583 „Lariana“, die als Uferstraße Como mit Pescate verbindet.

### Bus und Boot
Onno wird von einer Schiff-Verbindung und der Bus-Linie D110 bedient, welche zwischen Bellagio und Lecco verkehrt. Mit den Booten können auch die gegenüberliegenden Orte wie Mandello del Lario erreicht werden, welche über einen  Eisenbahnanschluss verfügen.